# Ришье, Лижье
Лижье Ришье (фр. Ligier Richier; ок. 1500, Сен-Миель (ныне — в департаменте Мёз), Лотарингия — 1567, Женева) — скульптор эпохи раннего французского Ренессанса.

## Жизнь и творчество

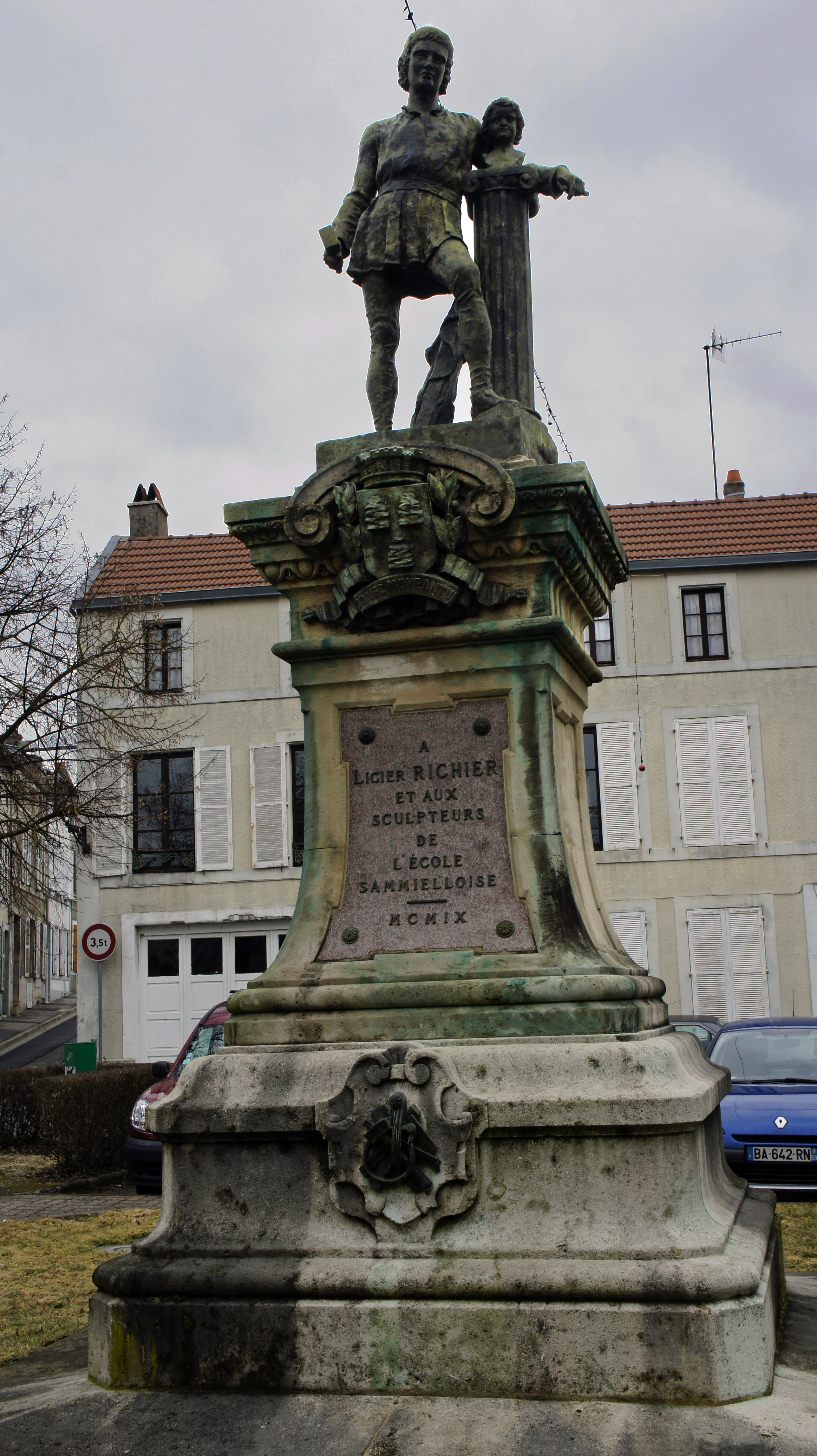
Памятник Л. Ришье. Сен-Миель, Франция. 1909. Воссоздан в 1934 г.

Лижье Ришье родился в Лотарингии, в бедной семье простого каменотёса. Его биография известна нам очень кратко. В 1543 году он стал синдиком города Сен-Миель. С началом движения Реформации Ришье принял протестантизм и отправил молодому герцогу Лотарингии Карлу III петицию с требованием свободного вероисповедания, но затем около 1563 года вынужден был покинуть Лотарингию и отправился в изгнание в Женеву, где и умер в 1567 году.
Учёба Ришье в Италии у Микеланджело не подтверждена документами и в настоящее время считается легендой. Скульптор создавал свои произведения преимущественно на религиозные темы. Его работы не подписаны и идентифицируются по косвенным источникам; известны в основном по сохранившимся образцам на его родине, в Лотарингии.
Лижье Ришье работал с камнем, деревом и терракотой. Он разработал процесс обработки камня воском, чтобы придать лотарингскому известняку вид мрамора, а также применял яркую полихромную роспись.
Наиболее известная работа Ришье — Памятник сердцу Рене де Шалона (фр. Le Monument du cœur de René de Chalon), выполненная в жанровой форме эффигии (лат. effigies — изображение, буквальное отражение, кукла) композиционного типа транзи (фр. transi — оцепеневший), в которых тело усопшего показывали лежащим, как бы спящим, но с портретными чертами. Однако, в отличие от обычных «транзи», Рише изобразил фигуру покойного вертикально. Скульптура показывает ужасное полуразложившееся тело Рене де Шалона, принца Оранского, который в 1544 году, в 25-летнем возрасте, был смертельно ранен в сражении при осаде города Сен-Дизье. Перед кончиной он высказал свою последнюю волю — быть изображённым на надгробии таким, каким его тело станет через три года после погребения.
Через три года Рише получил заказ от его вдовы, Анны Лотарингской, дочери герцога Антуана Лотарингского, изобразить умершего Рене. Скульптор показал тело Рене де Шалона держащим в руке своё сердце, будто он хочет его передать, вручить Богу или жене. Суть этой аллегории в точности неизвестна. Макабрические сюжеты с особенным пристрастием к изображению бренностей плоти, разложения тела, ужасных скелетов и темы «Пляски смерти» были близки Ришье, они воплотились во многих произведениях предшествующих поколений, но «такой поворот темы, который даёт Рише, не имеет аналогий. Пугающим фантомом встаёт оживший скелет с висящими на костях лоскутами истлевшей плоти и кожи».
Судя по идеальному воплощению в камне обезображенного тела — можно утверждать, что Лижье Ришье обладал большими познаниями пластической анатомии. Тем не менее индивидуальный стиль Ришье отражает не магистральное направление в столичном, придворном искусстве того времени, «а стиль провинции».
Памятник расположен в церкви св. Стефана в городе Бар-ле-Дюке на северо-востоке Франции. Начиная с 1990 года во французском департаменте Мёз проводилась большая работа по реставрации скульптур и возрождению памяти Л. Ришье. Через Мёз проложен туристический маршрут «Путь Лижье Ришье», двигаясь по которому, можно познакомиться с замечательным наследием средневекового скульптора.
Сын мастера Жерар Ришье (? — 1600) — скульптор. Художниками были и дети Жерара.

## Галерея

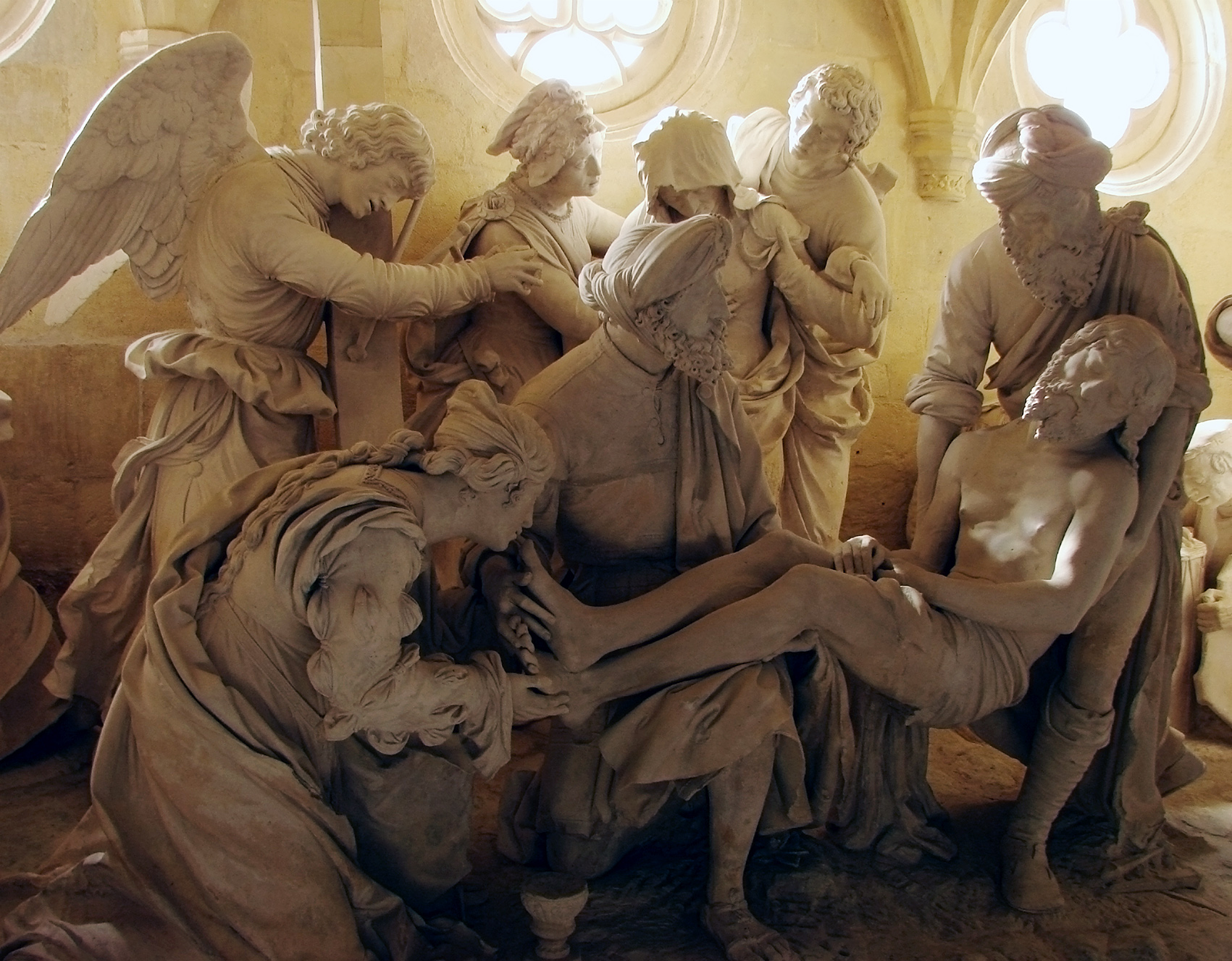
Погребение Христа. 1554-1564. Известняк. Церковь Сент-Этьенн, Сен-Миель
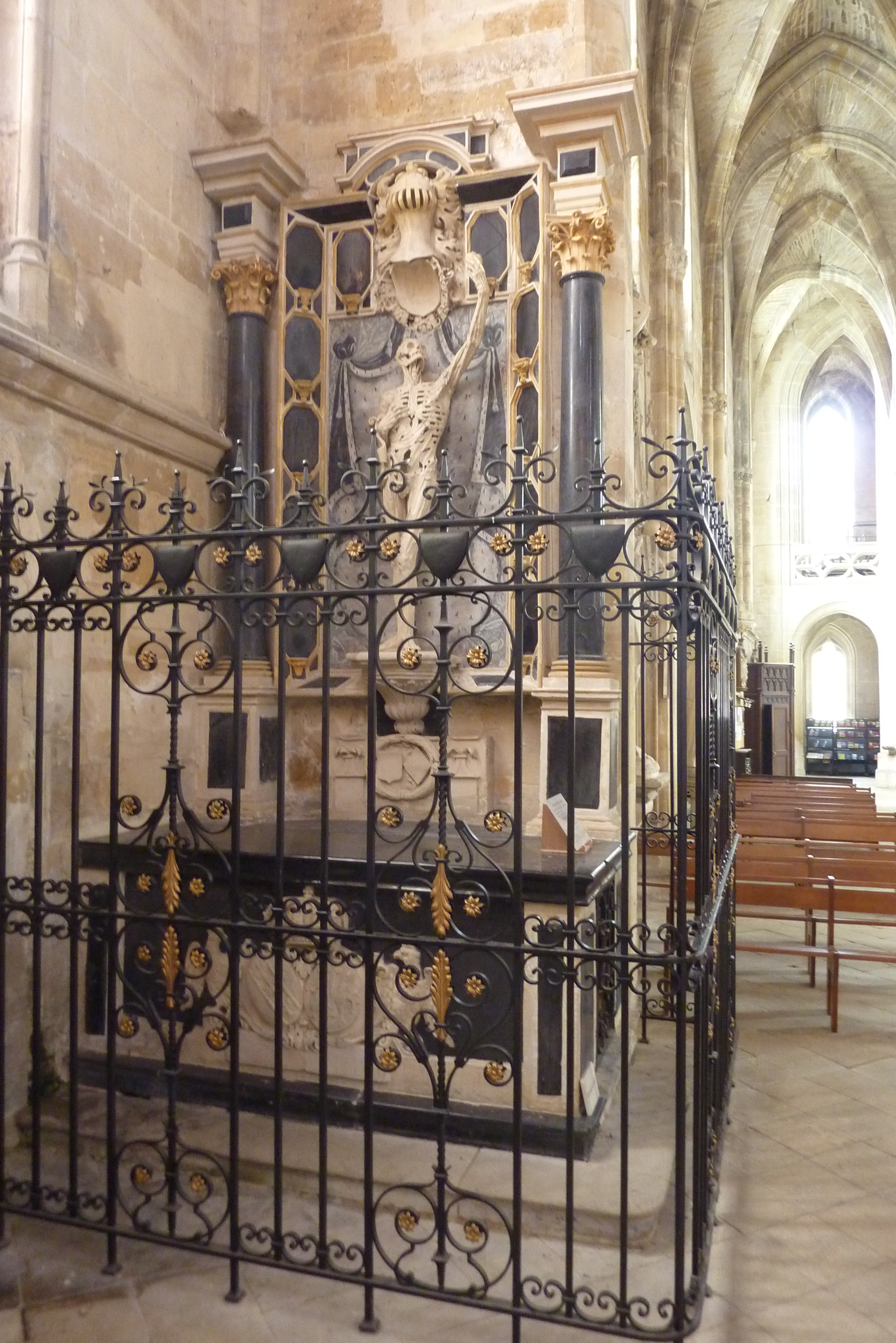
Памятник сердцу Рене де Шалона. Транзи. Ок. 1547. Церковь Сент-Этьенн, Бар-ле-Дюк, Франция
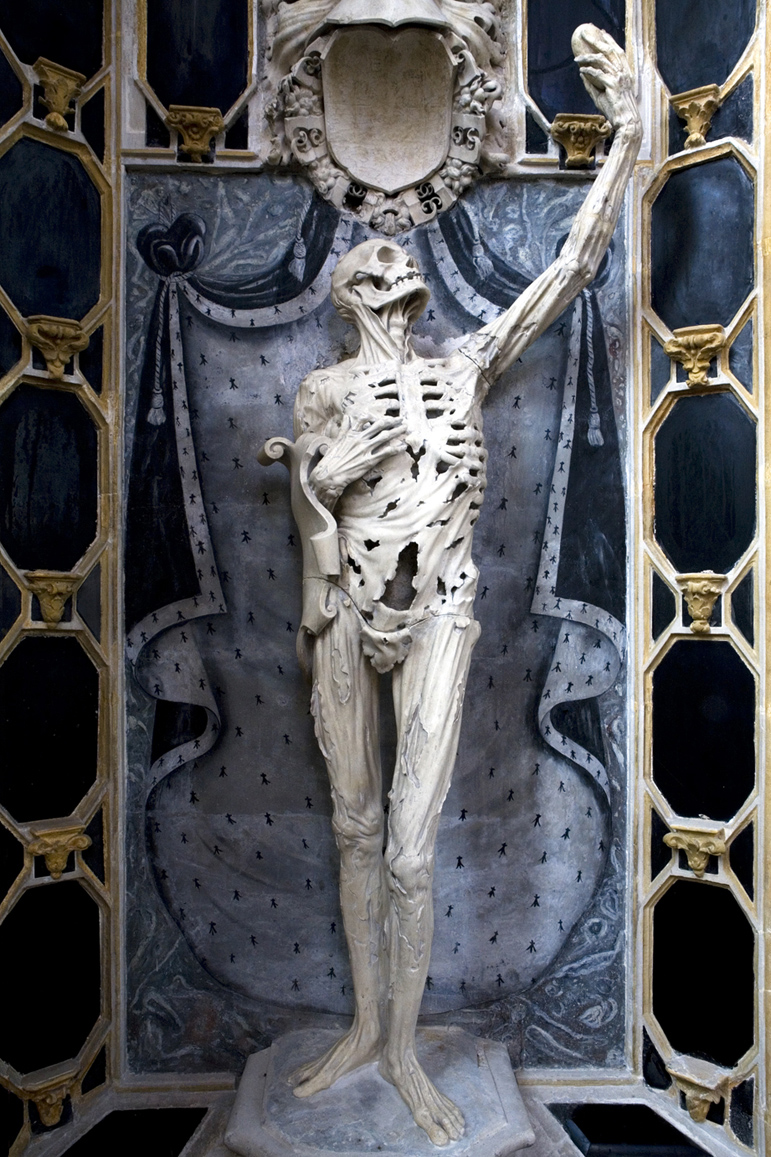
Памятник сердцу Рене де Шалона. Деталь
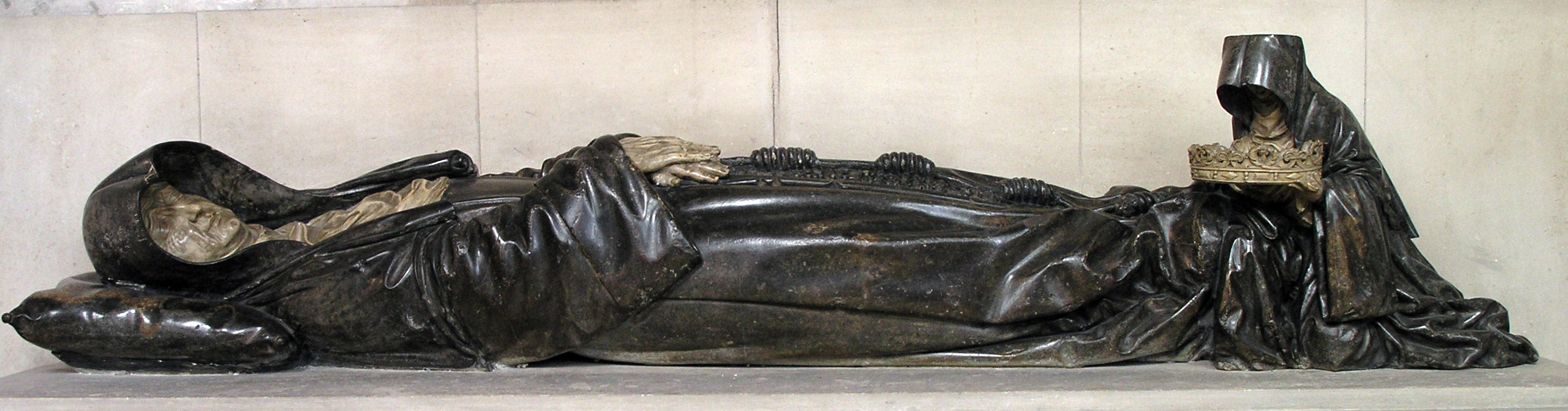
Надгробие Филиппы де Гельдр, герцогини Лотарингии и королевы Сицилии. После 1547. Известняк, воск, роспись. Церковь кордельеров, Нанси
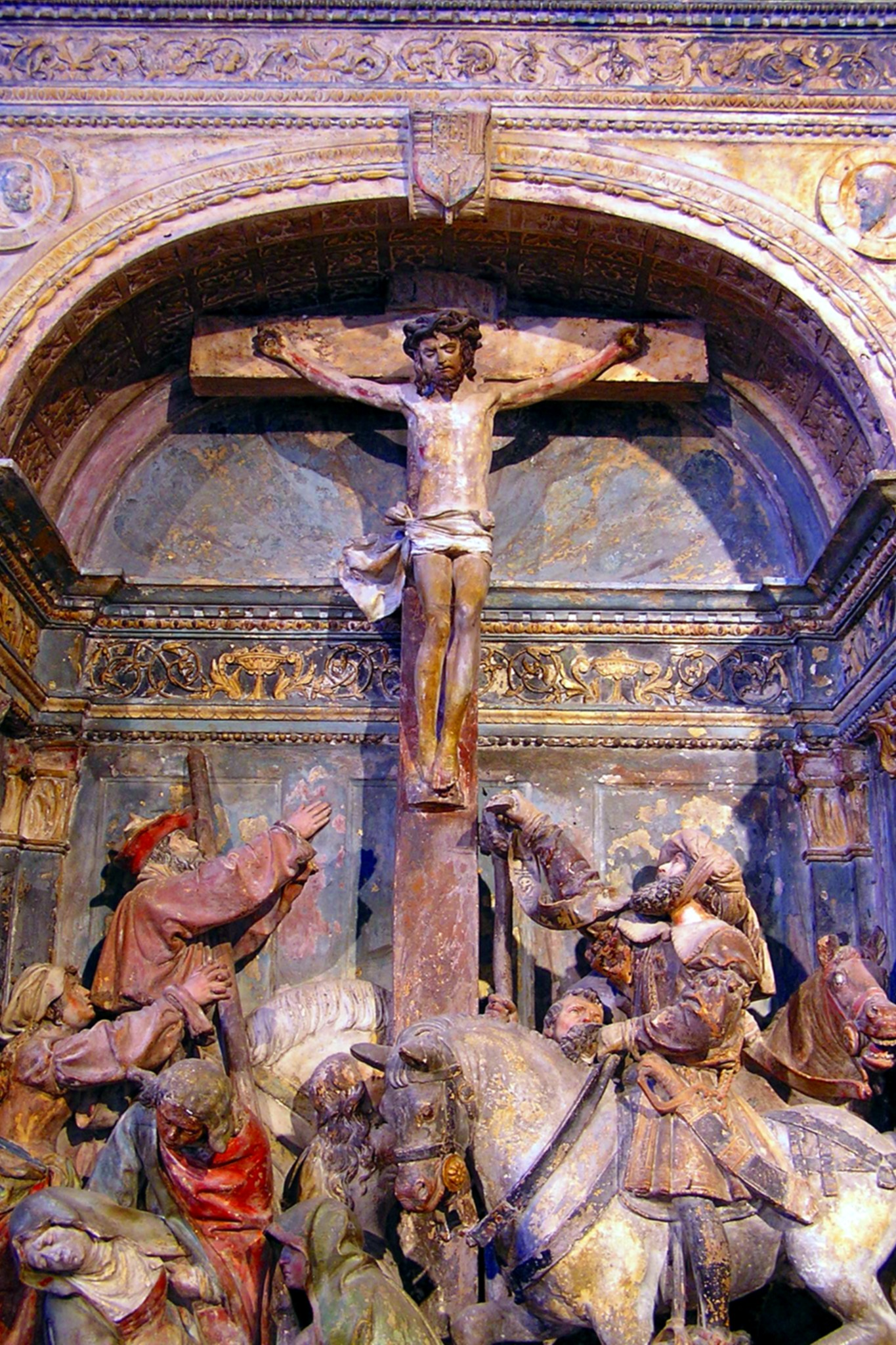
Распятие. Ретабль церкви в Виеньелье-ле-Гаттоншатель
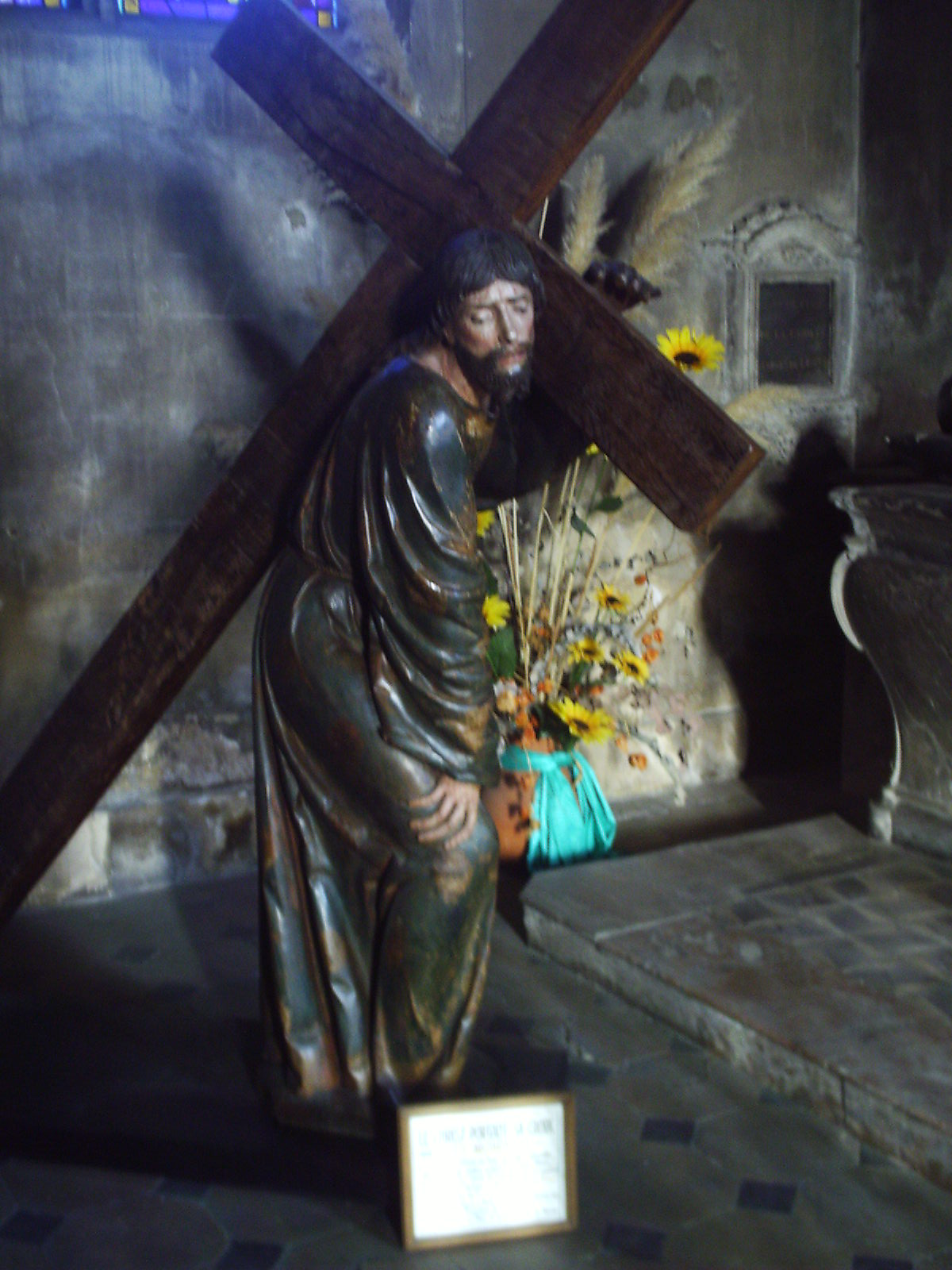
Христос, несущий крест. Дерево, гипс, роспись. Церковь Сен-Лоран, Понт-а-Муссон
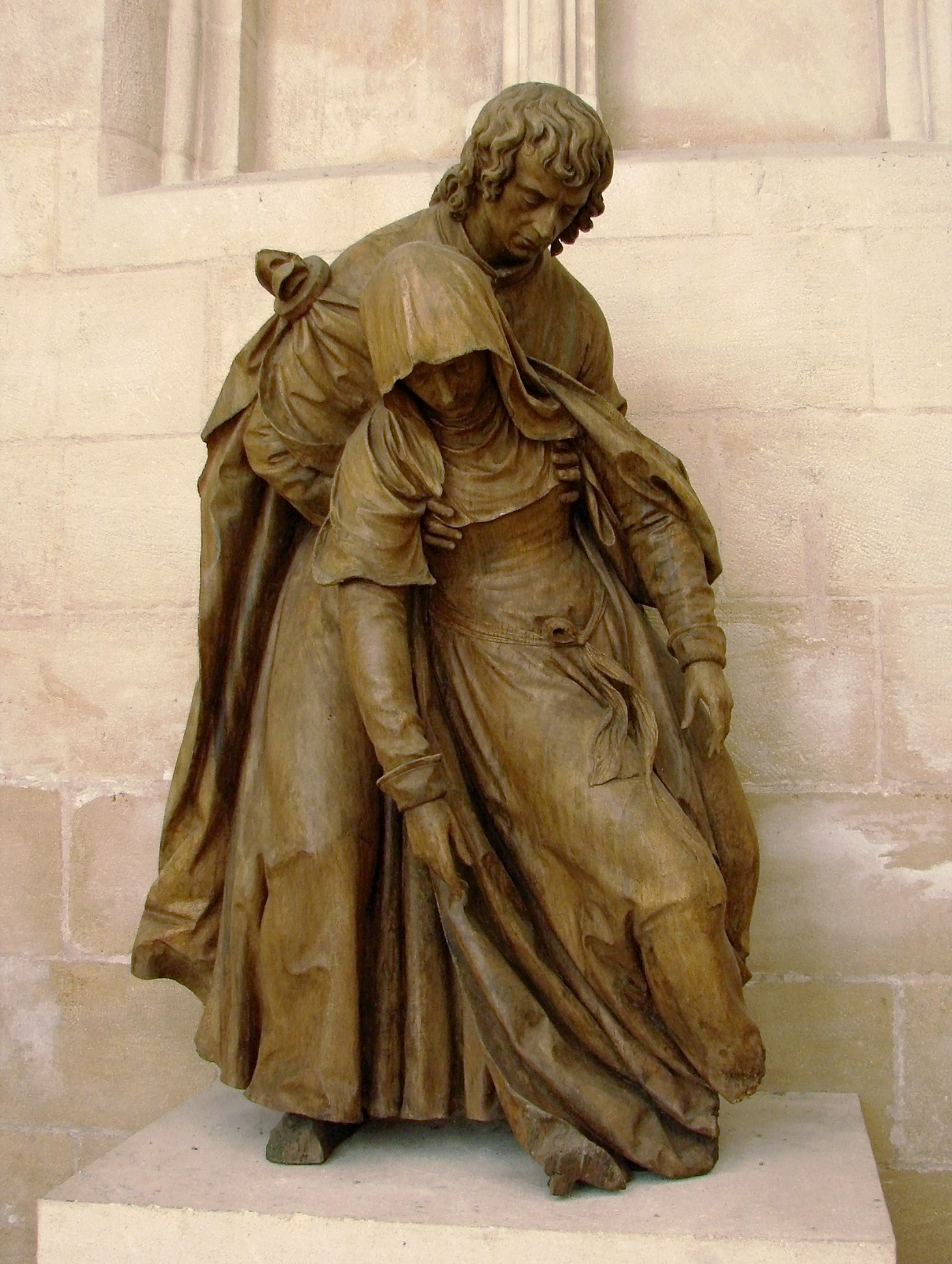
Обморок Девы Марии. 1531. Дерево. Церковь аббатства Сен-Мишель-де-Сен-Миэль

## Основные произведения
- Алтарь в церкви Виеньелье-ле-Гаттоншатель
- Скульптурная группа Голгофа. Распятие в церкви Сен-Этьенн в Бар-ле-Дюке
- Скульптурная группа Голгофа. Распятие в церкви Сен-Женгольт в Бри
- Христос на кресте в церкви Нотр-Дам в Бар-ле-Дюке
- Положение во гроб в церкви Сен-Этьенн в Сен-Миеле
- Положение во гроб в церкви Сен-Мартен в Понт-а-Муссоне
- Христос, несущий крест в церкви Сен-Лоран в Понт-а-Муссоне
- Положение во гроб в Клермон-ан-Аргон
- Пьета в соборе Сен-Мишель
- Пьета в церкви Сен-Мартен в Этене (с 1905 ей присвоен статус «исторического памятника»)
- Филиппина Гельдернская на смертном одре в капелле миноритов в Нанси